# Zophoros

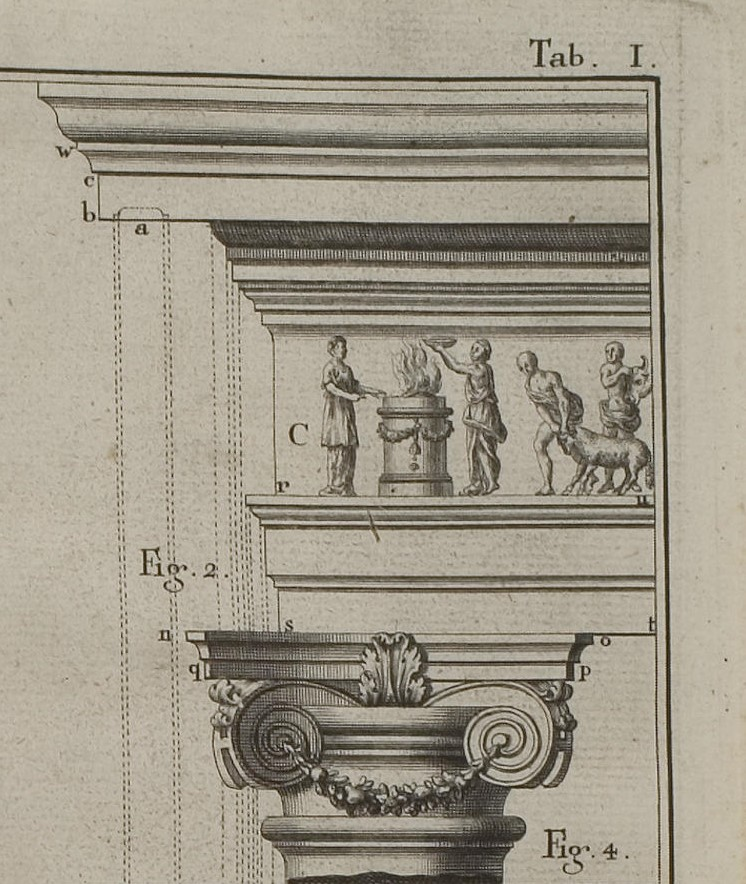
Architrav mit bildlich geschmücktem Zophoros (Johann Friedrich Penther, 1744)

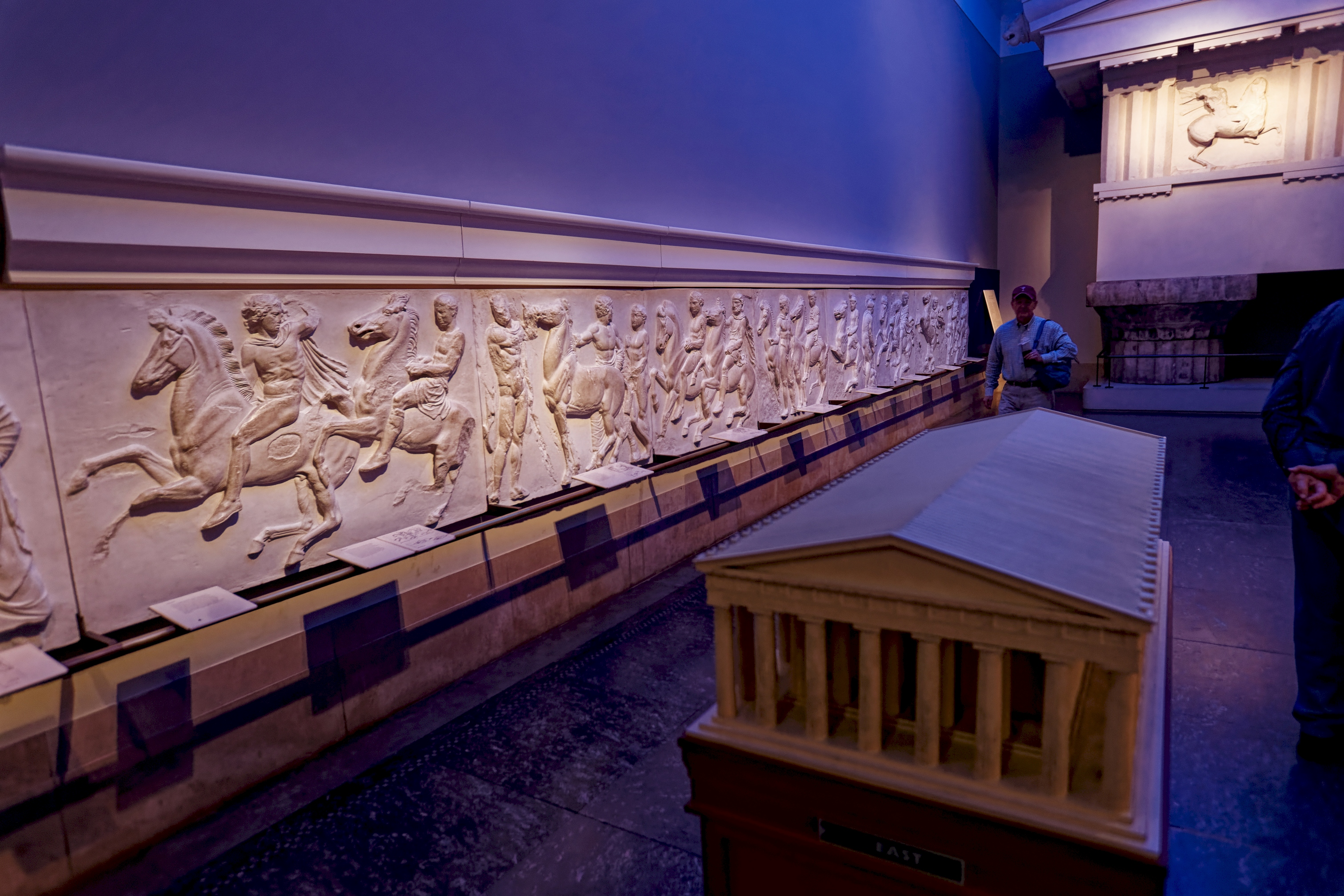
Der Parthenonfries, der Zophoros des Parthenon

Der Zophoros ist als figurengeschmückter Zierfries am Architrav der attisch-ionischen oder korinthischen Ordnung, der mit (Fabel-)(Tier-)Figuren bemalt oder als Relief gestaltet ist.

## Begriff und Verwendung
Die Bezeichnung stammt aus dem Griechischen (ζῳοφόρος, von ζῷον, zóon Lebewesen, Tier und φέρω, phéro tragen) in der Bedeutung von „Figurenträger“. 
Der Zophoros wird von den römischen Architekturschriftsteller Vitruv in seiner Beschreibung des ionischen Stils zunächst nur als schmuckloser Fries erwähnt, der ein Viertel kleiner sein solle als der Architrav. Nur wenn auf dem Zophoros plastischer Schmuck angebracht werde, müsse er ein Viertel höher sein, damit die Figuren genügend groß seien.
Der Zophoros schmückte ursprünglich griechische und später römische Tempel. Er findet sich dann auch an Gebäuden des Barock und vor allem des Klassizismus, die Formen antiker Gebäude nachbilden. Entsprechend ist der Zophoros dann auch in Architekturtraktaten seit der Barockzeit beschrieben worden.
Der berühmteste Zophoros ist wohl der Parthenonfries in Athen, einem Teil der Elgin Marbles.